# Crystal Space
Crystal Space是3D构架，用C++语言编写。开发者包括Jorrit Tyberghein。首个公开版本发布于1997年8月26日通常用于电子游戏目的。是使用GNU Lesser General Public License协议的自由软件，作为SourceForge.net 2003年2月月度项目
可用OpenGL（全平台）, SDL（全SDL平台），X11（Unix和GNU/Linux）或SVGALib（GNU/Linux）。

## 引擎设计
Crystal Space使用面向对象程序设计C++编写。模块化程度高，多少的独立插件。客户端程序通过Crystal Space的Shared Class Facility（SCF）使用插件，比如OpenGL 3D渲染器，.

## 特性
Crystal Space拥有2D和3D模块，声音，物理特性由ODE或Bullet支持。
- Graphics:
  - OpenGL渲染
  - 支持主流显卡厂商产品的硬件加速
  - 可以用着色器

## 其他
- 游戏引擎
- Yo Frankie!
- Crystal Entity Layer
- CELstart

## 引用
1. ↑  http://www.crystalspace3d.org/main/Download.
2. ↑  https://sourceforge.net/projects/crystal/files/crystal/2.0/; 检索日期: 2021年12月28日.
3. ↑  . 2012年7月2日  [2021年12月28日] （英語）.
4. ↑  Release history of Crystal Space。记录于Internet Archive
5. ↑  .   [2009-01-11]. （原始内容存档于2012-07-28）.